# Claude Onesta
Pour les articles homonymes, voir Onesta.

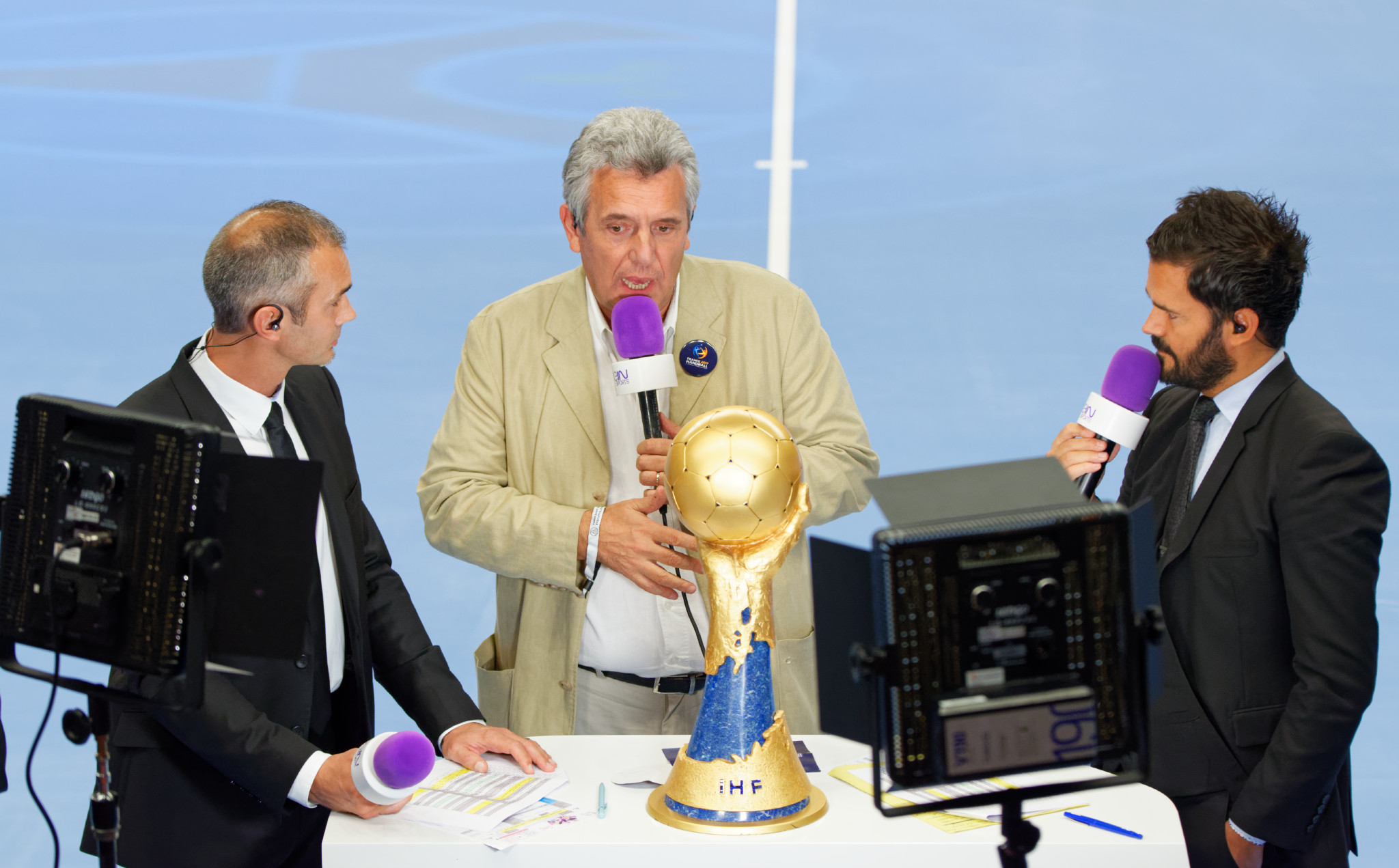
Claude Onesta avec François-Xavier Houlet (à gauche) et Thomas Villechaize devant les caméras de BeInSports présentant le trophée qui sera remis au vainqueur du Mondial 2017. À Coubertin, le 23 septembre 2015.

Claude Onesta, né le 6 février 1957 à Albi, est un joueur puis entraîneur français de handball. Sélectionneur de l'équipe de France masculine de 2001 à 2016, il est considéré comme l'un des meilleurs entraîneurs d'équipe nationale de l'histoire du handball.
Il possède l'un des plus beaux palmarès d'entraîneur de handball avec des titres dans toutes les compétitions majeures, deux titres olympiques, trois championnats du monde et trois championnats d'Europe. En janvier 2010, il conduit son équipe à un deuxième titre européen, devenant la première équipe masculine de handball à détenir de manière simultanée les trois titres majeurs. Il renouvelle l'exploit un an après, en janvier 2011, lors des championnats du monde en Suède, puis le 12 août 2012, conduit la formation qui remporte un deuxième titre olympique consécutif à Londres. Il mène de nouveau l'équipe de France au titre de champion d'Europe en 2014 après une grande victoire face au Danemark, pays hôte. Il permet à l'équipe de France de remporter le titre de champion du monde au Qatar en 2015, en remportant la finale face au pays hôte. Au total, Claude Onesta a mené la France à dix finales, 9 remportées, la dernière remportée face à la Norvège au championnat du monde 2017 en France, en tant que Manager et une seule perdue face au Danemark aux Jeux olympiques d'été de 2016, à Rio de Janeiro.
Il est l'un des quatre seuls entraineurs avec Vladimir Maksimov chez les hommes, Ulrik Wilbek et Olivier Krumbholz chez les femmes à avoir remporté les trois titres majeurs.
Le 30 avril 2023, il entre dans le Hall of Fame du handball français.

## Biographie
Claude Onesta est né en 1957 à Albi, fils de Ginette, une Tarnaise et d'Agostino Onesta, un immigré italien (sa famille paternelle ayant émigré d'Italie à cause du fascisme, en passant d'abord par le Brésil). Son père était joueur de rugby à XIII à Albi et à Villefranche-de-Rouergue. Si Claude Onesta s'essaye pendant une saison au football, remportant au passage le « Challenge des espoirs » avec l'équipe cadet de l'ASPTT Toulouse en 1971, le handball constitue bel et bien le sport de sa vie.

### Parcours avec le Toulouse Handball
Le Toulouse Handball est le club de toujours d'Onesta : il y débute en 1968 à l’âge de 11 ans et y évolue jusqu'en 1987, année où
il devient entraîneur du club. Sous la houlette d'Onesta, le club accède à l'élite en 1995. À la fin des années 1990, le handball est au cœur d'un projet de développement du sport toulousain derrière le Toulouse FC et le Stade toulousain. À la tête de joueurs talentueux tels que Jérôme Fernandez, Christophe Kempé, Bruno Martini ou Stéphane Plantin, Onesta tire le meilleur de son équipe et la conduit à la 3e place du Championnat de France 1997-1998 et surtout la victoire en Coupe de France 1998, ce qui constitue aujourd'hui encore les meilleurs résultats du club. Si Onesta et les Toulousains atteignent à nouveau à la finale de la Coupe de France 1999, le club ne parvient ensuite pas à confirmer ces bons résultats sportifs, d'autant plus que le projet sportif toulousain est avorté dans les années 2000 en raison de la disparition du club de basket.

### Les débuts difficiles avec l'équipe de France
Après le titre de champion du monde 2001, il prend la succession de Daniel Costantini à la direction de l'équipe de France,. Sous sa conduite, la France obtient deux nouvelles médailles mondiales avec le bronze de 2003 et 2005 qui est aussi l’adieu de Jackson Richardson à l'équipe de France. Durant ce Mondial en Tunisie, Onesta est à deux doigts d'être limogé après le très mauvais départ de la sélection française lors du Tour préliminaire, défaite par la Grèce et contrainte au match nul face aux Tunisiens. Les Français, dans une partie à quitte ou double le 29 janvier 2005 s'imposent face au Danemark (32-26) et sauvent la tête de leur entraîneur avant donc de décrocher la troisième place de la compétition grâce à la victoire 26-25 face aux Tunisiens, hôtes de la compétition.

### À la tête d'une équipe de légende
Lors du Championnat d'Europe 2006, il marque de son empreinte le handball français en parvenant à réaliser un objectif que son prédécesseur n'avait pas rempli : remporter une médaille dans un championnat d'Europe, compétition réputée la plus difficile, le handball étant un sport dont les grandes nations sont toutes européennes. Objectif rempli de la plus belle des façons avec le titre européen, en battant en finale les champions du monde en titre l'Espagne, après avoir éliminé en demi-finale les champions olympiques croates.
L'année suivante, le championnat du monde 2007 restera comme un épisode difficile pour Onesta et les Français, battus en demi-finale par les Allemands qui évoluent à domicile et avec une certaine complaisance des arbitres à leur encontre. À l'issue du match, Onesta a déclaré : « Un sentiment d'injustice est présent mais nous restons fiers. On a fait un match héroïque. Ce Mondial est fait pour les Allemands et la pression des instances internationales a certainement joué. Nous savions qu'il fallait 3-4 buts d'avance pour gagner d'un but. »
Pour le Championnat d'Europe 2008 qui se déroule en Norvège, Claude Onesta doit faire face aux forfaits de Michaël Guigou et Joël Abati et la préparation perturbée de Bertrand Gille en raison d'une blessure à l'épaule. La France remporte les trois matchs de son premier tour, puis bat l'Espagne et l'Allemagne lors du tour principal, ce qui lui assure une place en demi-finale. Celle-ci l'oppose à la Croatie. Celle-ci, menée par le génial Ivano Balić et Petar Metličić, remporte finalement le match par un but d'écart (23-24). La France retrouve l'Allemagne lors de la petite finale et se venge de l'affront du mondial 2007 en corrigeant les Allemands 36 à 26 (18-9 à la mi-temps) pour repartir avec la médaille de bronze.

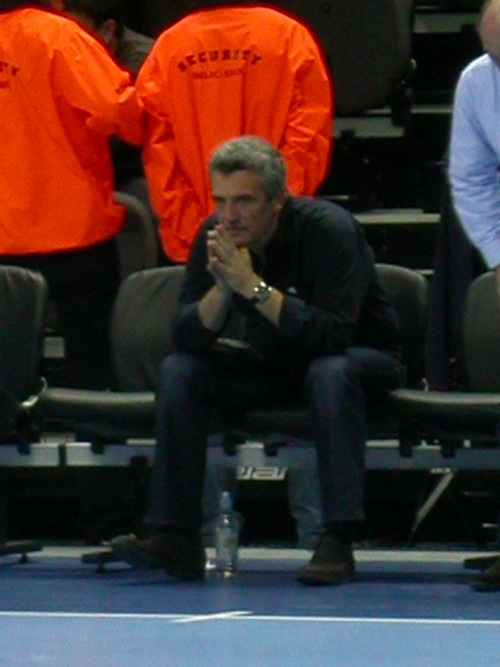
Claude Onesta lors du Championnat du monde 2009 en Croatie.

Onesta mène ensuite pour la première fois de son histoire l'équipe de France au titre olympique en août 2008 à Pékin. La France, première de son groupe, rencontre la Russie en quart de finale, s'imposant sur le score de 27 à 24. En demi-finale, la France retrouve une nouvelle fois la Croatie. Les Français prennent leur revanche sur le championnat d'Europe, remportant la rencontre sur le score de 25 à 23 grâce notamment à un Cédric Burdet étincelant qu'Onesta a relancé alors qu'il avait pensé mettre un terme à sa carrière quelques mois plus tôt,. En finale, la France impose sa défense aux Islandais et remporte le premier titre olympique de son histoire sur le score de 28 à 23.
En 2009, Onesta mène l'équipe de France au titre de champion du monde en Croatie, en remportant la finale face aux Croates qui, évoluant à domicile, étaient portés par les 15 000 spectateurs de l'Arena Zagreb. L'équipe de France entre ainsi dans le cercle fermé des équipes ayant réalisé le doublé titre olympique-titre mondial après l'Allemagne (1936-1938), la Yougoslavie (1984 - 1986) et la CEI-Russie (1992 - 1993). Avec ce titre, Onesta devient le premier entraîneur national français à avoir obtenu les 3 titres majeurs : Europe, Monde et Olympique. Il est aussi le deuxième à l'avoir réalisé en handball après l'entraîneur russe Vladimir Maksimov.
Le 31 janvier 2010, l'équipe de France réalise un triplé inédit et historique : consécutivement, titre olympique - champion du monde - champion d'Europe en battant en finale du championnat d'Europe, disputé en Autriche, la Croatie sur le score de 25 à 21. Durant cette compétition, débutée de manière un peu laborieuse pour les grands favoris, avec deux matchs nuls lors du premier tour contre la Hongrie puis contre l'Espagne, Claude Onesta surprend quelque peu les observateurs en commençant les rencontres sans Daniel Narcisse, le poste d'arrière gauche étant occupé par le capitaine Jérôme Fernandez et le poste d'arrière droit par un véritable gaucher Sébastien Bosquet. Cette tactique a pour conséquence de pouvoir ménager un peu les joueurs de la base arrière, la France profitant alors de la seconde période pour faire la décision.
Le 30 janvier 2011, il amène à nouveau l'équipe de France en finale du championnat du monde. Si les f
Français doivent passer par la prolongation pour s'imposer face au Danemark 37-35, ils remportent leur 5e compétition internationale consécutive et ajoutent une 4e étoile sur leur maillot.
Si les oiseaux de mauvais augure annoncent la fin des « Experts » à l'issue d'un Euro 2012 raté (11e place), Claude Onesta permet à l'équipe de France de remporter un deuxième titre olympique consécutif aux Jeux de Londres en battant en finale la Suède 22-21 le 12 août 2012. L'équipe d'Onesta est décrite par plusieurs commentateurs comme la « meilleure équipe de l'histoire »,. À la fin du match, Ivano Balić est d'ailleurs venu lui dire à l'oreille : « C'est la meilleure équipe de tous les temps ! ». Six mois plus tard, les Bleus enchainent avec le championnat du monde en Espagne. Poussifs, les Français s'inclinent sans briller en quart de finale face aux Croates. Après douze saisons de domination et avec un palmarès que Claude Onesta qualifie de « surréaliste », il estime que « dans les années à venir, l'alternance devrait, donc, prédominer. Et on devra se partager les podiums. ».
Et pourtant, le 26 janvier 2014, il conduit de nouveau l'équipe de France au titre de champion d'Europe 2014. Outsider face au Danemark qui évolue à domicile et à l'Espagne championne du monde en titre, les Bleus ont dominé ce championnat et, en finale, sont parvenus à faire déjouer des Danois à qui la victoire semblait promise. Menant 13 à 4 au bout de 17 minutes et 23 à 16  à la mi-temps, les Bleus ont réalisé une démonstration, réduisant au silence les 15 000 supporters en rouge et blanc : « la pression du public était devenue négative pour les Danois. Certains joueurs, comme Landin, ont perdu leur niveau. », raconte Onesta à l'issue de la rencontre. On parle de méthode Onesta : conserver les cadres (Nikola Karabatic, Luc Abalo, Thierry Omeyer...) et y intégrer de jeunes joueurs tels que Luka Karabatic et Valentin Porte.
Pour le championnat du monde 2015 au Qatar, l'équipe de France remporte quatre matchs de poule et concède un nul sans convaincre. Lors des huitièmes et des quarts de finale, l'équipe de France retrouve son niveau et écrase l'Argentine 33-20 puis la Slovénie 32-23. En demi finale, elle retrouve l'Espagne, championne du monde sortante qu'elle bat 26-22 grâce notamment aux 46 % d'arrêt de Thierry Omeyer, MVP du match. L'équipe de France remporte finalement ce championnat en battant le Qatar 25 à 22, pour la 5e étoile.
Aux Jeux olympiques de Rio, Onesta et les Experts postulent à un troisième titre olympique consécutif. S'ils s'inclinent en phase de poule face à la Croatie, ils terminent deuxième de la poule après une victoire 33-30 face aux Danois. Victorieux du Brésil en quart puis de l'Allemagne en demi-finale, les Français retrouvent les Danois et font figure de favori. Mais les Danois et un Mikkel Hansen intenable (8 buts) ont balayé les espoirs français : la France concède ainsi sa première défaite en finale depuis sa première finale au Championnat du monde 1993 et, pour son dernier match à la tête des Bleus, Claude Onesta ne remporte pas sa troisième médaille d'or olympique.

### Le retrait progressif
Après avoir intronisé Didier Dinart comme entraîneur adjoint en 2014 et lui avoir peu à peu donné de plus en plus de responsabilités, Claude Onesta prend alors encore plus de recul en devenant manager général de l'équipe de France. Ainsi, au Championnat du monde 2017 en France, il n'apparait même pas sur le banc de touche lors des matchs et assiste des tribunes à la victoire « promise » avec un sixième titre de champion du monde pour l'équipe de France. Puis en mai 2017, il se retire définitivement du projet sportif : ses nouvelles missions sont d’ordre économiques et médiatiques pour continuer à travailler sur le rayonnement des Bleus puis il est chargé de travailler sur la haute performance des équipes de France en vue des Jeux olympiques de 2024.

### Polémique avec Didier Dinart
En octobre 2020, le quotidien sportif espagnol Marca et le quotidien sportif L'Équipe publient une dédicace de son livre Le règne des affranchis que Claude Onesta avait écrite en 2014 à Didier Dinart, ancien joueur de l'équipe de France d'origine antillaise, et successeur d'Onesta à la tête de la sélection : « Didier, l'esclave qui a le plus profité de sa libération... en espérant qu'il ne remette pas les chaînes à ses joueurs ». Cela fait référence au titre et au contenu du livre, qui parle de la relation entre l'entraîneur et ses joueurs. Six ans après cette dédicace, et neuf mois après avoir été écarté de son poste de sélectionneur, Didier Dinart déclare qu'elle contient des mots « inexcusables et indéfendables », car dans le contexte de 2020, ces propos peuvent sembler racistes.

## Vie personnelle
Les filles de Claude Onesta, Laura (gardienne) et Marina (arrière droite), ont toutes deux évolué au Toulouse Féminin Handball.
Son cousin Gérard Onesta est un meneur historique des Verts (et aujourd'hui d'Europe Écologie Les Verts) dans le Sud-Ouest. Il a été député européen de 1999 à 2009 et quatre fois vice-président du Parlement européen. Il a aussi un frère plus âgé, Bruno Onesta, professeur de technologie au lycée français de Pondichéry en Inde.

## Palmarès

### Joueur
Claude Onesta a été formé puis a évolué toute sa carrière à Toulouse (ASEAT puis Stade Toulousain), de 1968 à 1987 :
- Vainqueur du Championnat de Division 2 (1) : 1982
- 3e meilleur buteur du championnat de France 1982-1983 (Jet de bronze)[10]

### Entraîneur de Toulouse
À la fin de sa carrière de joueur, il devient l'entraîneur du Toulouse (Stade Toulousain, Sporting Toulouse 31 puis Spacer's de Toulouse), de 1987 à 2001
- Vainqueur du Champion de Nationale 1 (D3) (1) : 1991
- Vainqueur de la Coupe de France (1) : 1998
  - Finaliste en 1999
- 3e du Championnat de France en 1998
- quart-de-finaliste de la Coupe d'Europe des vainqueurs de coupe en 1999

### Sélectionneur de l'équipe de France
Claude Onesta est nommé sélectionneur de l'équipe de France en 2001, succédant à Daniel Costantini. Il occupe le poste jusqu'en 2016 où il s'efface petit à petit au profit de son adjoint, Didier Dinart :
- Jeux olympiques
  - 5e place des Jeux olympiques 2004 à Athènes, en Grèce
  -  Médaille d'or des Jeux olympiques 2008 à Pékin, en  Chine
  -  Médaille d'or des Jeux olympiques 2012 à Londres, au  Royaume-Uni
  -  Médaille d'argent des Jeux olympiques 2016 à Rio de Janeiro, au  Brésil
- Championnats du monde
  -  Médaille de bronze au Championnat du monde 2003 au  Portugal
  -  Médaille de bronze au Championnat du monde 2005 en  Tunisie
  - 4e place au Championnat du monde 2007 en  Allemagne
  -  Médaille d'or au Championnat du monde 2009 en Croatie
  -  Médaille d'or au Championnat du monde 2011 en  Suède
  - 6e place au Championnat du monde 2013 en Espagne
  -  Médaille d'or au Championnat du monde 2015 au  Qatar
- Championnats d'Europe
  - 6e place du Championnat d'Europe 2002 en  Suède
  - 6e place du Championnat d'Europe 2004 en Slovénie
  -  Médaille d'or du Championnat d'Europe 2006 en  Suisse
  -  Médaille de bronze au Championnat d'Europe 2008 en  Norvège
  -  Médaille d'or du Championnat d'Europe 2010 en  Autriche
  - 11e place au Championnat d'Europe 2012 en Serbie
  -  Médaille d'or au Championnat d'Europe 2014 au  Danemark
  - 5e place au Championnat d'Europe 2016 en  Pologne
- Jeux méditerranéens
  -  Médaille d'argent en Jeux méditerranéens 2009 à Pescara, en  Italie

## Décorations et distinctions

### Décorations
Le 14 novembre 2008, Claude Onesta est nommé au grade de chevalier dans l'ordre national de la Légion d'honneur au titre de « entraîneur de l'équipe de France masculine de handball, médaillée d'or aux jeux Olympiques de Pékin ; 33 ans d'activités sportives » puis fait chevalier le 5 décembre 2012. Il est promu au grade d'officier le 29 janvier 2025 au titre de « responsable de la haute performance à l'Agence nationale du sport ».

### Distinctions
Il est élu meilleur entraîneur de l'année par la Fédération internationale de handball en 2009 et 2010 et manager de l'année par un jury de L'Équipe magazine en 2011